# Roncus crassipalpus
Roncus crassipalpus es una especie de arácnido del orden Pseudoscorpionida de la familia Neobisiidae.

## Distribución geográfica
Se encuentra en el Cáucaso.